# 陳仲子
陳仲子，名仲，一說名定，字子終，又稱為田仲、於陵子、於陵子仲，戰國時齊國人。出身田齊世家，曾講學於稷下學宮。據傳陳仲子為孟子弟子，梁啟超認為陳仲子屬於道家，錢穆則認為陳仲子屬於墨家，亦有說認為其為農家。後世有託名偽作《於陵子》一卷。

## 生平
陳仲子之兄陳戴在齊國為卿，有萬鍾俸祿，但陳仲子認為此為不義之祿，因此與妻子隱居於陵，因此號為「於陵仲子」。陵一說在齊國境內，一說在楚國。《孟子》記載，當陳仲子知道自己吃的鵝肉是其兄所贈後，便厭惡的吐掉了。陳仲子此後名聲遠播，趙威后曾說陳仲子上不臣服君王、下不治理百姓、中不交往諸侯；楚王曾以重金邀陳仲子為相，但陳仲子在其妻勸說下拒絕。
孟子曾與匡章談論陳仲子，匡章稱陳仲子為誠信廉潔之士，孟子也稱陳仲子為齊國名士中的巨擘，但孟子並不認同陳仲子為廉潔之士，並批評了陳仲子的思想與行為。明代《七十二朝人物演義》中關於陳仲子的故事，便由《孟子》此段記述改編而來。
《荀子》書中可見荀子對陳仲子的諸多批評，將其視為欺世盜名之徒。《韓非子》中則記載一段陳仲子與宋國人屈穀的對話，認為陳仲子不仰賴人生活，卻也無益於國家。
陳仲子有《於陵子》一卷十二卷傳世，多認為是後世託名偽作，作者可能是明代姚士粦。